# Nipponopsalididae
Nipponopsalididae – rodzina pajęczaków z rzędu kosarzy i podrzędu Dyspnoi zawierająca tylko 3 opisane gatunków.

## Budowa ciała
Długość ich ciała wynosi od 2.3 do 4,1 mm, przy czym samice są większe od samców. Charakteryzują się dużymi jak na kosarze oczami oraz dłuższymi od ciała szczękoczułkami i jeszcze dłuższymi nogogłaszczkami. Nogi również długie.

## Występowanie
Początkowo kosarze te uważane były za endemity Japonii, jednak później opisano jeden gatunek z Korei. Doniesienie o występowaniu tej rodziny w Rosji wynikało z błędnej identyfikacji.

## Pokrewieństwo
Gatunek typowy dla rodziny został opisany jako Ischyropsalis abei Sato et Suzuki, 1939, a więc w rodzinie Ischyropsalididae. Podobieństwo do tej grupy jest uważane obecnie za efekt konwergencji, a Nipponpsalididae za grupę siostrzaną Trogulidae.

## Nazwa
Nazwa rodzajowa Nipponopsalis łączy słowo Nippon oznaczające Japonię oraz końcówkę "psalis" pochodzącą od innego rodzaju kosarzy: Ischyropsalis.

## Systematyka
Rodzina liczy 3 gatunki należące do jednego rodzaju:
- Nipponopsalis abei (Sato & Suzuki, 1939)
  - Nipponopsalis abei abei (Sato & Suzuki, 1939) (Japonia)
  - Nipponopsalis abei longipes Suzuki, 1973 (Wyspy Riukiu)
- Nipponopsalis coreana (Korea)
- Nipponopsalis yezoensis (Suzuki, 1958) (Hokkaidō i Kuryle)